# Żołądek przeżuwacza
Żołądek przeżuwaczy – wielokomorowy żołądek zwierząt zaliczanych do przeżuwaczy, położony po lewej stronie jamy brzusznej (od przepony do wpustu jamy miednicznej), złożony przeważnie z czterech komór:
- żwacz (rumen)
- czepiec (reticulum)
- księgi (omasum),

które tworzą tzw. przedżołądek (proventriculus), oraz
- trawieniec (abomasum), czyli żołądek właściwy

Połknięty, nieprzeżuty pokarm dostaje się do żwacza i tam ulega fermentacji pod wpływem licznych symbiotycznych bakterii beztlenowych. Znajduje się tu również liczna fauna orzęsków, biorących udział w rozkładzie celulozy. Przefermentowany pokarm zwracany jest do jamy gębowej, gdzie ulega przeżuciu, po trawieniu enzymami bakterii symbiotycznych. Przeżuwanie jest możliwe dzięki istnieniu rynny przełykowej, która pozwala na regulowanie ruchu pokarmu i przeprowadzenie go, po zżuciu prosto do ksiąg, a stamtąd do trawieńca, gdzie odbywa się właściwe trawienie.